# Isla Cotorra
Isla Cotorra es el nombre que recibe una isla costera localizada en el Municipio Pedernales al norte del Estado de Delta Amacuro en el extremo este del país suramericano de Venezuela,  concretamente frente al Golfo de Paria y muy cerca del llamado Canal de Colón.
Aunque se llama isla en realidad la isla principal posee varios islotes menores a su alrededor, con un perímetro de 33,6 kilómetros y una superficie estimada en 52 kilómetros cuadrados (unas 5200 hectáreas). Su territorio es pantanoso, y densamente arbolado.
Al sur se encuentra la más pequeña isla El Cidral de 0,94 kilómetros cuadrados y cerca están además las localidades de Pedernales y Capure. Hay instalaciones petroleras en las aguas cercanas.
Hasta la década de 1960 existió un pozo petrolero considerado muy productivo en la isla pero al considerarse agotado o con mucho azufre fue abandonado.
En diciembre de 1999 se inauguró un faro de 14 metros de altura para facilitar la navegación y como un acto de soberanía ya que la isla se encuentra a solo 33 kilómetros de la isla principal de Trinidad y Tobago.